# Paspalum virletii
Paspalum virletii är en gräsart som beskrevs av Eugène Pierre Nicolas Fournier. Paspalum virletii ingår i släktet tvillinghirser, och familjen gräs. Inga underarter finns listade i Catalogue of Life.